# Copa da Turquia de Voleibol Feminino de 2021-22
A Copa da Turquia de Voleibol Feminino de 2021-22 foi a vigésima primeira edição desta competição organizada pela Federação Turca de Voleibol, por questões de patrocinadores chamada de "Kadınlar AXA Sigorta Kupa Voley". Participaram do torneio quatorze equipes, de acordo com a posição delas no primeiro turno da Campeonato Turco 2020-21. Entre 28 e 30 de setembro de 2021 ocorreram os jogos da fase de grupose os jogos da fase final ocorreram entre 5 de janeiro e 17 de abril de 2022 em Ancara. 
O VakıfBank sagrou-se campeão (8° título) ao vencer o Fenerbahçe Opet pelo placar de 3 a 2 (21-25, 25-21, 25-13, 27-29, 17-15) na grande final, com destaque para a sueca Isabelle Haak autora de 44 pontos na partida e eleita a MVP do torneio.

## Regulamento
Classificaram-se para a disputa da Copa da Turquia de 2021-22 as quatorze equipes que disputaram a primeira fase da Campeonato Turco 2020-21, com exceção dos finalistas que ingressaram na fase final. O torneio foi disputado inicialmente distribuindo proporcionalmente as equipes em 4 grupos, em turno único e jogando entre si, em locais definidos pela Federação e ao final, as duas primeiras colocadas de cada grupo avançaram para a fase final.
Na fase final, para a disputa das quartas-de-final, os finalistas do Campeonato Turco 2020-21 (VakıfBank e Fenerbahçe Opet), ingressaram na disputa juntando-se aos outros 6 times classificados da fase classificatória. Os confrontos foram definidos por sorteio, sendo estes jogos eliminatórios em partida única, avançando os vencedores para a semifinal e de forma análoga para a grande final.

## Participantes
| Equipe                  | Cidade   | Última participação | Temporada 2020/2021 |
| ----------------------- | -------- | ------------------- | ------------------- |
| VakıfBank               | Istambul | 2020-21             | 1                   |
| Eczacıbaşı Dynavit      | Istambul | 2020-21             | 2                   |
| Fenerbahçe Opet         | Istambul | 2020-21             | 3                   |
| Galatasaray HDI Sigorta | Istambul | 2020-21             | 4                   |
| Türk Hava Yolları       | Istambul | 2020-21             | 5                   |
| PTT                     | Ankara   | 2020-21             | 6                   |
| Yeşilyurt               | Istambul | 2020-21             | 7                   |
| Sarıyer Bld.            | Istambul | 2020-21             | 8                   |
| Aydın B.Şehir Bld.      | Ankara   | 2020-21             | 9                   |
| Nilüfer Bld.            | Bursa    | 2020-21             | 10                  |
| Karayolları             | Ankara   | 2020-21             | 11                  |
| Kuzeyboru               | Aksaray  | 2020-21             | 12                  |
| Bolu Bld.               | Bolu     | Estreante           | -                   |
| Mert Grup Sigorta       | Ankara   | Estreante           | -                   |

## Fase classificatória
- Vitória por 3 sets a 0 ou 3 a 1: 3 pontos para o vencedor;
- Vitória por 3 sets a 2: 2 pontos para o vencedor e 1 ponto para o perdedor.
- Não comparecimento, a equipe perde 2 pontos.
- Em caso de igualdade por pontos, os seguintes critérios servem como desempate: número de vitórias, média de sets e média de pontos.
- Jogos no horário local.

### Grupo A
|  |                                                 |
|  | Equipes classificadas para às quartas-de-final. |

|     |                   |     | Jogos | Jogos | Jogos | Resultados | Resultados | Resultados | Resultados | Resultados | Resultados | Sets | Sets | Sets  | Pontos | Pontos | Pontos |
| Pos | Equipe            | Pts | T     | V     | D     | 3–0        | 3–1        | 3–2        | 2–3        | 1–3        | 0–3        | V    | P    | R     | V      | P      | R      |
| --- | ----------------- | --- | ----- | ----- | ----- | ---------- | ---------- | ---------- | ---------- | ---------- | ---------- | ---- | ---- | ----- | ------ | ------ | ------ |
| 1   | Türk Hava Yolları | 9   | 3     | 3     | 0     | 2          | 1          | 0          | 0          | 0          | 0          | 9    | 1    | 9,000 | 246    | 182    | 1.352  |
| 2   | PTT               | 6   | 3     | 2     | 1     | 2          | 0          | 0          | 0          | 1          | 0          | 7    | 3    | 2.333 | 235    | 206    | 1.141  |
| 3   | Bolu Bld.         | 3   | 3     | 1     | 2     | 1          | 0          | 0          | 0          | 0          | 2          | 3    | 6    | 0.500 | 184    | 203    | 0.906  |
| 4   | Yeşilyurt         | 0   | 3     | 0     | 3     | 0          | 0          | 0          | 0          | 0          | 3          | 0    | 9    | 0,000 | 151    | 225    | 0.671  |

Resultados
| Data   | Hora  |                     | Placar |                     | Set 1 | Set 2 | Set 3 | Set 4 | Set 5 | Total | Relatório |
| ------ | ----- | ------------------- | ------ | ------------------- | ----- | ----- | ----- | ----- | ----- | ----- | --------- |
| 28 set | 16:00 | 'Türk Hava Yolları' | 3–0    | Bolu Bld.           | 25–22 | 25–13 | 25–19 |       |       | 75–54 | 75–54     |
| 28 set | 18:30 | Yeşilyurt           | 0–3    | 'PTT'               | 21–25 | 11–25 | 23–25 |       |       | 55–75 | 55–75     |
| 29 set | 16:00 | PTT                 | 1–3    | 'Türk Hava Yolları' | 21–25 | 19–25 | 25–21 | 20-25 |       | 85–71 | 85–96     |
| 29 set | 18:30 | 'Bolu Bld.'         | 3–0    | Yeşilyurt           | 25–16 | 25–15 | 25–22 |       |       | 75–53 | 75–53     |
| 30 set | 12:00 | 'PTT'               | 3–0    | Bolu Bld.           | 25–23 | 25–16 | 25–16 |       |       | 75–55 | 75–55     |
| 30 set | 14:30 | 'Türk Hava Yolları' | 3–0    | Yeşilyurt           | 25–16 | 25–14 | 25–13 |       |       | 75–43 | 75–43     |

### Grupo B
|     |                         |     | Jogos | Jogos | Jogos | Resultados | Resultados | Resultados | Resultados | Resultados | Resultados | Sets | Sets | Sets  | Pontos | Pontos | Pontos |
| Pos | Equipe                  | Pts | T     | V     | D     | 3–0        | 3–1        | 3–2        | 2–3        | 1–3        | 0–3        | V    | P    | R     | V      | P      | R      |
| --- | ----------------------- | --- | ----- | ----- | ----- | ---------- | ---------- | ---------- | ---------- | ---------- | ---------- | ---- | ---- | ----- | ------ | ------ | ------ |
| 1   | Galatasaray HDI Sigorta | 9   | 3     | 3     | 0     | 2          | 1          | 0          | 0          | 0          | 0          | 9    | 1    | 9,000 | 244    | 213    | 1.146  |
| 2   | Eczacıbaşı Dynavit      | 6   | 3     | 2     | 1     | 2          | 0          | 0          | 0          | 0          | 1          | 6    | 3    | 2,000 | 211    | 187    | 1.128  |
| 3   | Mert Grup Sigorta       | 3   | 3     | 1     | 2     | 0          | 1          | 0          | 0          | 0          | 2          | 3    | 7    | 0.429 | 195    | 231    | 0.844  |
| 4   | Karayolları             | 0   | 3     | 0     | 3     | 0          | 0          | 0          | 0          | 2          | 1          | 2    | 9    | 0.222 | 239    | 258    | 0.926  |

Resultados
| Data   | Hora  |                           | Placar |                           | Set 1 | Set 2 | Set 3 | Set 4 | Set 5 | Total | Relatório |
| ------ | ----- | ------------------------- | ------ | ------------------------- | ----- | ----- | ----- | ----- | ----- | ----- | --------- |
| 28 set | 16:00 | 'Eczacıbaşı Dynavit'      | 3–0    | Mert Grup Sigorta         | 25–19 | 25–21 | 25–11 |       |       | 75–51 | 75–51     |
| 28 set | 18:30 | 'Galatasaray HDI Sigorta' | 3–1    | Karayolları               | 16–25 | 25–23 | 25–23 | 28-26 |       | 94–71 | 94–97     |
| 29 set | 16:00 | Karayolları               | 0–3    | 'Eczacıbaşı Dynavit'      | 21–25 | 23–25 | 17-25 |       |       | 61–50 | 61–75     |
| 29 set | 18:30 | Mert Grup Sigorta         | 0–3    | 'Galatasaray HDI Sigorta' | 20-25 | 12-25 | 23-25 |       |       | 55–0  | 55–75     |
| 30 set | 12:00 | Karayolları               | 1–3    | 'Mert Grup Sigorta'       | 25–14 | 19-25 | 19-25 | 18-25 |       | 81–14 | 81–89     |
| 30 set | 14:30 | Eczacıbaşı Dynavit        | 0–3    | 'Galatasaray HDI Sigorta' | 21-25 | 21-25 | 19-25 |       |       | 61–0  | 61–75     |

### Grupo C
|     |                    |     | Jogos | Jogos | Jogos | Resultados | Resultados | Resultados | Resultados | Resultados | Resultados | Sets | Sets | Sets  | Pontos | Pontos | Pontos |
| Pos | Equipe             | Pts | T     | V     | D     | 3–0        | 3–1        | 3–2        | 2–3        | 1–3        | 0–3        | V    | P    | R     | V      | P      | R      |
| --- | ------------------ | --- | ----- | ----- | ----- | ---------- | ---------- | ---------- | ---------- | ---------- | ---------- | ---- | ---- | ----- | ------ | ------ | ------ |
| 1   | Kuzeyboru          | 6   | 3     | 2     | 1     | 2          | 0          | 0          | 0          | 1          | 0          | 7    | 3    | 2.333 | 242    | 218    | 1.110  |
| 2   | Aydın B.Şehir Bld. | 6   | 3     | 2     | 1     | 1          | 1          | 0          | 0          | 0          | 1          | 6    | 4    | 1.500 | 251    | 224    | 1.121  |
| 3   | Nilüfer Bld.       | 6   | 3     | 2     | 1     | 0          | 2          | 0          | 0          | 0          | 1          | 6    | 5    | 1.200 | 264    | 261    | 1.011  |
| 4   | Sarıyer Bld.       | 0   | 3     | 0     | 3     | 0          | 0          | 0          | 0          | 2          | 1          | 2    | 9    | 0.222 | 214    | 268    | 0.799  |

Resultados
| Data   | Hora  |                    | Placar |                      | Set 1 | Set 2 | Set 3 | Set 4 | Set 5 | Total | Relatório |
| ------ | ----- | ------------------ | ------ | -------------------- | ----- | ----- | ----- | ----- | ----- | ----- | --------- |
| 28 set | 16:00 | 'Nilüfer Bld.'     | 3–1    | Sarıyer Bld.         | 18–25 | 25–22 | 25–22 | 25-22 |       | 93–69 | 93–91     |
| 28 set | 18:30 | Aydın B.Şehir Bld. | 0–3    | ' Kuzeyboru'         | 15–25 | 29–31 | 23–25 |       |       | 67–81 | 67–81     |
| 29 set | 16:00 | Kuzeyboru          | 1–3    | 'Nilüfer Bld.'       | 22–25 | 25–22 | 17-25 | 22-25 |       | 86–47 | 86–97     |
| 29 set | 18:30 | Sarıyer Bld.       | 1–3    | 'Aydın B.Şehir Bld.' | 15-25 | 27-25 | 13-25 | 14-25 |       | 69–0  | 69–100    |
| 30 set | 12:00 | 'Kuzeyboru'        | 3–0    | Sarıyer Bld.         | 25–17 | 25-23 | 25-14 |       |       | 75–17 | 75–54     |
| 30 set | 14:30 | Nilüfer Bld.       | 0–3    | 'Aydın B.Şehir Bld.' | 32-34 | 20-25 | 19-25 |       |       | 71–0  | 71–84     |

## Fase final
Chaveamento
|  | Quartas-de-final | Quartas-de-final        | Quartas-de-final   |                 |                    | Semifinais      | Semifinais | Semifinais |  |  | Final | Final     | Final |
|  |                  |                         |                    |                 |                    |                 |            |            |  |  |       |           |       |
|  |                  | VakıfBank               | 3                  |                 |                    |                 |            |            |  |  |       |           |       |
|  | 1ºB              | Galatasaray HDI Sigorta | 0                  |                 |                    |                 |            |            |  |  |       |           |       |
|  | 1ºB              | Galatasaray HDI Sigorta | 0                  |                 |                    | VakıfBank       | 3          |            |  |  |       |           |       |
|  |                  |                         |                    |                 |                    | VakıfBank       | 3          |            |  |  |       |           |       |
|  |                  | 1°A                     | Türk Hava Yolları  | 1               |                    |                 |            |            |  |  |       |           |       |
|  | 1°A              | 1°A                     | Türk Hava Yolları  | 1               | Türk Hava Yolları  | 3               |            |            |  |  |       |           |       |
|  | 1°A              |                         |                    |                 | Türk Hava Yolları  | 3               |            |            |  |  |       |           |       |
|  | 1ºC              | Kuzeyboru               | 0                  |                 |                    |                 |            |            |  |  |       |           |       |
|  |                  |                         |                    |                 |                    |                 |            |            |  |  |       | VakıfBank | 3     |
|  |                  |                         |                    | Fenerbahçe Opet | 2                  |                 |            |            |  |  |       |           |       |
|  |                  | Fenerbahçe Opet         | 3                  |                 |                    |                 |            |            |  |  |       |           |       |
|  | 2ºC              | Aydın B.Şehir Bld.      | 0                  |                 |                    |                 |            |            |  |  |       |           |       |
|  | 2ºC              | Aydın B.Şehir Bld.      | 0                  |                 |                    | Fenerbahçe Opet | 3          |            |  |  |       |           |       |
|  |                  |                         |                    |                 |                    | Fenerbahçe Opet | 3          |            |  |  |       |           |       |
|  |                  | 2°B                     | Eczacıbaşı Dynavit | 0               |                    |                 |            |            |  |  |       |           |       |
|  | 2ºB              | 2°B                     | Eczacıbaşı Dynavit | 0               | Eczacıbaşı Dynavit | 3               |            |            |  |  |       |           |       |
|  | 2ºB              |                         |                    |                 | Eczacıbaşı Dynavit | 3               |            |            |  |  |       |           |       |
|  | 2ºA              | PTT                     | 0                  |                 |                    |                 |            |            |  |  |       |           |       |

### Quartas de final
Resultados
| Data   | Hora  |                      | Placar |                         | Set 1 | Set 2 | Set 3 | Set 4 | Set 5 | Total | Relatório |
| ------ | ----- | -------------------- | ------ | ----------------------- | ----- | ----- | ----- | ----- | ----- | ----- | --------- |
| 5 jan  | 15:00 | 'Eczacıbaşı Dynavit' | 3–0    | PTT                     | 25–21 | 25–22 | 25–17 |       |       | 75–60 | 75–60     |
| 12 jan | 15:00 | Fenerbahçe Opet      | 3–0    | AydınB.Şehir Bld.       | 25–11 | 25–17 | 25–13 |       |       | 75–41 | 75–41     |
| 12 jan | 18:00 | VakıfBank            | 3–0    | Galatasaray HDI Sigorta | 25–22 | 25–13 | 25–20 |       |       | 75–55 | 75–55     |
| 13 jan | 18:00 | Türk Hava Yolları    | 3–0    | Kuzeyboru               | 25–16 | 25–22 | 25–19 |       |       | 75–57 | 75–57     |

### Semifinais
Resultados
| Data   | Hora  |                   | Placar |                    | Set 1 | Set 2 | Set 3 | Set 4 | Set 5 | Total | Relatório |
| ------ | ----- | ----------------- | ------ | ------------------ | ----- | ----- | ----- | ----- | ----- | ----- | --------- |
| 15 abr | 15:00 | 'VakıfBank'       | 3–1    | Türk Hava Yolları  | 25-18 | 25-22 | 22-25 | 25-19 |       | 97–0  | 97-84     |
| 15 abr | 17:30 | 'Fenerbahçe Opet' | 3–0    | Eczacıbaşı Dynavit | 25-19 | 25-15 | 25-21 |       |       | 75–0  | 75-55     |

### Final
Resultados
| Data   | Hora  |             | Placar |                 | Set 1 | Set 2 | Set 3 | Set 4 | Set 5 | Total | Relatório |
| ------ | ----- | ----------- | ------ | --------------- | ----- | ----- | ----- | ----- | ----- | ----- | --------- |
| 17 abr | 15:00 | 'VakıfBank' | 3–2    | Fenerbahçe Opet | 21-25 | 25-21 | 25-13 | 27-29 | 17-15 | 115–0 | 115-103   |

## Premiação
| Copa da Turquia 2021-22       |
| Turquia                       |
| ----------------------------- |
| VakıfBank Campeão (8º título) |

## Prêmios individuais
- Baseado nas estatísticas da competição, seleção do campeonato foi composta pelas seguintes jogadoras:

- MVP:  Isabelle Haak

## Estatísticas
| Rank | Jogadoras           | Clubes                  | Pontos |
| ---- | ------------------- | ----------------------- | ------ |
| 1    | Alexia Căruțașu     | Galatasaray HDI Sigorta | 93     |
| 2    | Isabelle Haak       | VakıfBank               | 85     |
| 3    | Anna Nicoletti      | Aydın B.Şehir Bld.      | 77     |
| 4    | Olesia Rykhliuk     | Kuzeyboru               | 65     |
| 5    | Oleksandra Bycenko  | Nilüfer Bld.            | 58     |
| 6    | Annie Mitchem       | Kuzeyboru               | 57     |
| 6    | Anthi Vasilantonaki | Galatasaray HDI Sigorta | 57     |
| 6    | Kiera Van Ry        | Türk Hava Yolları       | 57     |
| 9    | Emiliya Dimitrova   | PTT                     | 56     |
| 9    | Madison Kingdon     | Türk Hava Yolları       | 56     |

| Rank | Jogadoras         | Clubes                  | Pontos |
| ---- | ----------------- | ----------------------- | ------ |
| 1    | Aslı Kalaç        | Türk Hava Yolları       | 18     |
| 2    | Emine Arıcı       | Aydın B.Şehir Bld.      | 14     |
| 2    | Beyza Arıcı       | Eczacıbaşı Dynavit      | 14     |
| 4    | Kübra Çalışkan    | VakıfBank               | 11     |
| 5    | Zehra Güneş       | VakıfBank               | 10     |
| 5    | Saša Planinšec    | Galatasaray HDI Sigorta | 10     |
| 7    | Tijana Bošković   | Eczacıbaşı Dynavit      | 8      |
| 7    | Dominika Sobolska | Nilüfer Bld.            | 8      |
| 9    | Fatmanur Yilmaz   | Karayolları             | 7      |
| 9    | Gréta Szakmáry    | Aydın B.Şehir Bld.      | 7      |
| 9    | Olena Kharchenko  | Bolu Bld.               | 7      |
| 9    | Janset Erkul      | Türk Hava Yolları       | 7      |
| 9    | Merve Atlier      | Eczacıbaşı Dynavit      | 7      |
| 9    | Gabi Guimarães    | VakıfBank               | 7      |
| 9    | Isabelle Haak     | VakıfBank               | 7      |

| \| Rank \| Jogadoras \| Clubes \| Pontos \| \| ---- \| ------------------ \| ----------------------- \| ------ \| \| 1 \| Alexia Căruțașu \| Galatasaray HDI Sigorta \| 9 \| \| 2 \| Isabelle Haak \| VakıfBank \| 8 \| \| 3 \| Oleksandra Bycenko \| Nilüfer Bld. \| 7 \| \| 3 \| Arina Fedorovtseva \| Fenerbahçe Opet \| 7 \| \| 3 \| Merve Nezir \| Karayolları \| 7 \| \| 6 \| Ceren Nur Domaç \| PTT \| 5 \| \| 6 \| Çağla Akın \| Nilüfer Bld. \| 5 \| \| 6 \| Yasemin Yildirim \| Kuzeyboru \| 5 \| \| 6 \| Emiliya Dimitrova \| PTT \| 5 \| \| 6 \| Zehra Güneş \| VakıfBank \| 5 \| \| 6 \| Aslıhan Kılıç \| Aydın B.Şehir Bld. \| 5 \| \| 6 \| Kiera Van Ryk \| Türk Hava Yolları \| 5 \| Pontos marcados no saque ace \| Fonte: TVF |                    |                         |        |
| Rank | Jogadoras          | Clubes                  | Pontos |
| 1 | Alexia Căruțașu    | Galatasaray HDI Sigorta | 9      |
| 2 | Isabelle Haak      | VakıfBank               | 8      |
| 3 | Oleksandra Bycenko | Nilüfer Bld.            | 7      |
| 3 | Arina Fedorovtseva | Fenerbahçe Opet         | 7      |
| 3 | Merve Nezir        | Karayolları             | 7      |
| 6 | Ceren Nur Domaç    | PTT                     | 5      |
| 6 | Çağla Akın         | Nilüfer Bld.            | 5      |
| 6 | Yasemin Yildirim   | Kuzeyboru               | 5      |
| 6 | Emiliya Dimitrova  | PTT                     | 5      |
| 6 | Zehra Güneş        | VakıfBank               | 5      |
| 6 | Aslıhan Kılıç      | Aydın B.Şehir Bld.      | 5      |
| 6 | Kiera Van Ryk      | Türk Hava Yolları       | 5      |